# ’Mantšebo
’Mantšebo (* 1902; † 1964; geboren als Amelia ’Matšaba Nkuebe) war von 1941 bis 1960 Regentin (englisch: Regent Paramount Chieftainess) und damit Oberhaupt des Volkes der Basotho in Basutoland, heute Lesotho.

## Leben
’Mantšebo war die Tochter von Sempe Nkoebe, der mit den barena ba baholo verwandt war. Sie wurde die Hauptfrau ihres entfernten Cousins und Anwärters auf das Amt des morena e moholo Seeiso Griffith. Sie folgte ihrem Mann in den Mokhotlong-Distrikt, kehrte aber in den Westen Basutolands zurück, nachdem er sie mehrfach verprügelt hatte. Im Dezember 1940 starb Seeiso. Die Sons of Moshoeshoe wählten nicht den Halbbruder Seeisos, Bereng Griffith, zum Nachfolger, sondern sie vertrauten im Januar 1941 ’Mantšebo die Regentschaft bis zur Volljährigkeit des damals zweijährigen Constantine Bereng Seeiso an, der ein Sohn der Zweitfrau Seeisos, ’Mabereng, war. 
’Mantšebo stellte sich während ihrer Regentschaft gegen die britischen Kolonialbehörden, konnte aber keine politischen Alternativen aufzeigen. Die Chiefs zerstritten sich und verloren an Einfluss. Andererseits setzte sich ’Mantšebo für die Rechte der Frauen ein und erlaubte „einfachen“ Leuten, ihre Meinung zu äußern. Organisationen wie Lekhotla la Bafo und die ersten Parteien Basutolands durften sich organisieren und Versammlungen abhalten. ’Mantšebo willigte ein, wichtige Entscheidungen mit dem Basutoland National Council abzustimmen, und bereitete so den Machtverlust des späteren Königs vor. 1956 versuchte ihr früherer Berater S. S. Matete, ’Mantšebo zum Abdanken zugunsten Bereng Seeisos zu bewegen. Matete gehörte zur royalistischen Partei Marematlou Freedom Party, während sich ’Mantšebo, ihre Tochter Ntšebo und Bereng Seeisos älterer Halbbruder Leshoboro Seeiso der Basutoland National Party von Leabua Jonathan zuneigten und somit den späteren Zwist zwischen Moshoeshoe II. und Jonathan auslösten. ’Mantšebo versuchte, die Amtsübernahme Bereng Seeisos auf die Zeit nach Beendigung seines Studiums und einer Hochzeit zu verschieben. Bereng Seeiso wurde aber bereits am 12. März 1960 unter dem Namen Moshoeshoe II. morena e moholo. ’Mantšebo musste auf ihr Amt verzichten und starb 1964.